# 大白霧

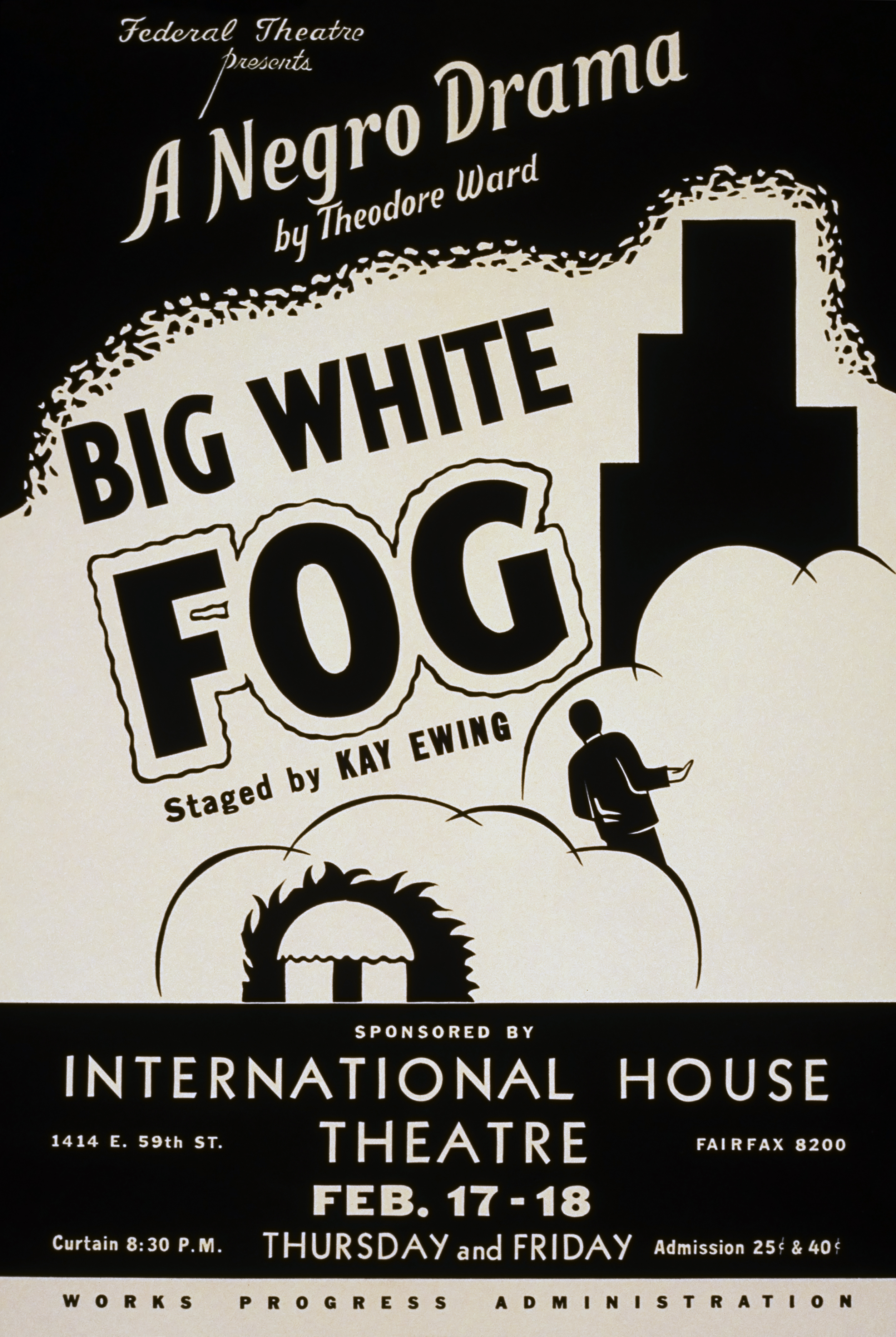
1938年的《Big White Fog》海報

大白霧（英語：Big White Fog），是美國劇作家 Theodore Ward 的作品, 同時也是他的首次發表。《Big White Fog》曾改編成舞台劇，2007年5月11日在英國倫敦的阿爾梅達劇院（Almeida Theatre）演出。該劇虛構梅森（Mason）家庭三代人在1922年和1933年之間找尋美國夢的故事。腳本大白霧首次出版於1974年在美國黑劇院。
1902年沃德出生於路易斯安那州，在十一個孩子中排行第六。他的父親曾是奴隸。當沃德七歲，他寫了一個短劇，他的父親看了扔進火堆裡，說這是“工作的魔鬼”。他的母親私底下教育他。在家庭破碎之後，他就坐火車北上，期間打過零工，擔任過擦鞋男孩和理髮商店搬運工。他曾因涉嫌在猶他州鹽湖城銷售杜松子酒遭到逮捕（這是非法的，因為在當時的禁令）。沃德又開始寫作，主要是短篇小說和詩歌。1934年他移居到芝加哥，並寫了一幕劇名《Sick 'n Tiahd》。該劇獲得了雜誌舉辦的文藝比賽第二名。沃德因此受到很大的鼓舞，並開始撰寫《Big White Fog》。

## 劇情
1920年代後期，一個黑人泥瓦匠在芝加哥一個租來的房子裡組織家庭。家庭成員有維克多梅森（Victor Mason），他的妻子艾拉（Ella），他們的兒子萊斯特（Lester），維克多的弟弟波西（Percy）和艾拉的姐夫丹（Dan）。萊斯特爭取到大學的獎學金，波西回國服兵役，而丹則是房東。他們的處境日漸艱難，萊斯特失去了獎學金，因為他是黑人，在大蕭條中，這個家庭面臨被驅逐的困境。維克多對此感到失望，並計劃移民到非洲。萊斯特開始支持共產主義革命。丹仍致力於美國夢。